# Стрелков, Николай Михайлович (Герой Социалистического Труда)
Николай Михайлович Стрелков (1929—1998) — строитель, Герой Социалистического Труда (1974).

## Биография
Николай Стрелков родился 15 мая 1929 года в деревне Беленино (ныне — Сафоновского района Смоленской области). Окончил 7 классов школы. С 1946 года работал разнорабочим, затем выучился на строителя-монтажника. С 1953 года работал в тресте «Дорогобужхимстрой» в городе Дорогобуж, с 1964 года был бригадиром комплексной бригады монтажников строительного управления № 4 «Дорогобужхимстроя».
Бригада Стрелкова добилась высоких показателей в работе, выполняла плановые задания, обеспечивала высокое качество производимых работ. Во многом в этом была заслуга Стрелкова, использовавшего в работе передовой опыт и научные достижения.
Указом Президиума Верховного Совета СССР от 8 января 1974 года за «выдающиеся успехи в выполнении производственных заданий» Николай Стрелков был удостоен высокого звания Героя Социалистического Труда с вручением ордена Ленина и медали «Серп и Молот».
Занимался общественной деятельностью, несколько раз избирался депутатом районного Совета народных депутатов. Умер 5 ноября 1998 года, похоронен на Петропавловском кладбище Дорогобужа.
Был также награждён орденом Трудового Красного Знамени и медалью «За доблестный труд».